# Mauricio Sanna
Mauricio Sanna (San Miguel de Tucumán, Tucumán, 26 de octubre de 1996) es un futbolista argentino que juega como volante.

## Trayectoria

### Atlético Tucumán
Sanna debutó con la camiseta de Atlético Tucumán el 28 de junio de 2017 ante Talleres.

### Acireale
En 2018 se trasladó a Europa y se sumó a Acireale.

### Lanusei
Su segundo club en Italia fue Lanusei. En el equipo de Cerdeña jugó durante un año.

### Torres
En 2020 pasó a Torres, donde tuvo un breve paso.

### Scalea
En 2022 llegó a Scalea. En el equipo calabrés jugó durante una temporada.

### Buccino Volcei
En 2023 se sumó a Buccino Volcei. En el equipo de Campania no tuvo un gran rodaje.

### Leonzio
Luego de su paso por Buccino llegó a Leonzio.

### Santarcangelo
Después de jugar en el equipo siciliano, pasó a Santarcangelo.

### Levico Terme
Llegó a Levico Terme, luego de jugar en el equipo de Emilia Romaña.

### Asta Taverne
En 2025 llegó a Asta Taverne.

## Clubes
| Club             | País      |
| ---------------- | --------- |
| Atlético Tucumán | Argentina |
| Acireale         | Italia    |
| Lanusei          | Italia    |
| Torres           | Italia    |
| Scalea           | Italia    |
| Buccino Volcei   | Italia    |
| Leonzio          | Italia    |
| Santarcangelo    | Italia    |
| Levico Terme     | Italia    |
| Asta Taverne     | Italia    |